# ایفود
ایفود (عبری: אֵפוֹד) یک لباس مخصوص در اسراییل قدیم بود که در معبد سلیمان توسط کاهن اعظم پوشیده می‌شد. در کتاب ساموئل نوشته شده است که داوود در زمانی که در برابر تابوت عهد می‌رقصید لباس ایفود را پوشیده بود. در کتاب خروج نوشته شده است که لباس ایفود توسط کاهن اعظم معبد سلیمان پوشیده می‌شد.

## مشخصات

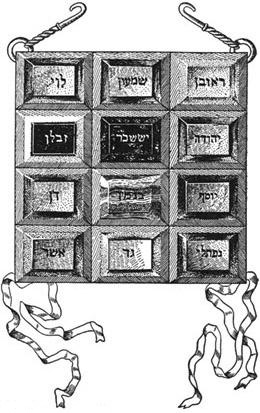
حوشن.

ایفود از پارچه کتان بافته می‌شد. در کتاب ساموئل نوشته شده است که همسر داوود از رقص او در برابر میشکان ناراحت شد زیرا عورت داوود پیدا شد. از این رو تصور می‌شد که ایفود به طور کامل بدن را نمی‌پوشاند.
در کتاب خروج مشخصات بیشتری از ایفود ذکر شده است. در روی سینه کاهن اعظم صفحه فلزی به نام حوشن قرار داشت که اوریم و تومیم در آن بودند. بر اساس نوشته کتاب خروج مواد ایفود از ریشه‌های طلایی، آبی، بنفش و قرمز تهیه می‌شد. جنس آن از کتان درجه یک بود و بافتن آن بسیار مشکل بود. در تلمود نوشته شده است که هر یک از رنگها شش ریشه بود که به وسیله یک ریشه طلایی تکمیل می‌شد و به صورت سرجمع ۲۸ ریشه وجود داشت. دو بند بر روی شانه‌های کاهن اعظم حوشن را به سینه او متصل می‌کرد. بر روی این دو بند دو سنگ نوشتار شده قرار داشتند. بر روی سینه کاهن ۱۲ سنگ قیمتی بودند که نام ۱۲ قبیله اسراییل بر روی آنها حک شده بود.

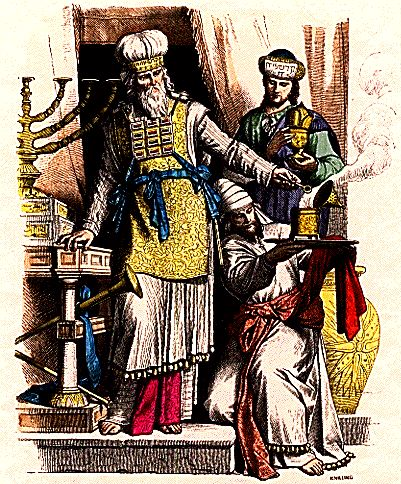
کاهن اعظم که ایفود را پوشیده است.

## کاربرد
در زمان معبد سلیمان ایفود برای ارتباط با خدا و پرسیدن سؤال استفاده می‌شد. این کاربرد مشابه کاربرد اوریم و تومیم است. در کتاب ساموئل این مفهوم منتقل می‌شود که هر زمان که طالوت و داوود قصد پرسیدن چیزی از خداوند داشتند درخواست پوشیدن ایفود می‌کردند. محل دقیق اوریم و تومیم در ایفود مشخص نیست و بعضی اعتقاد دارند که اوریم و تومیم بر روی حوشن قرار داشتند و بعضی اعتقاد دارند که کاهن دارای جیبی بود که اوریم و تومیم در آن قرار می‌گرفتند. بر اساس نوشته‌های تلمود پوشیدن ایفود باعث می‌شد که گناهان قوم اسراییل بخشیده شود.